# Marika Lagercrantz

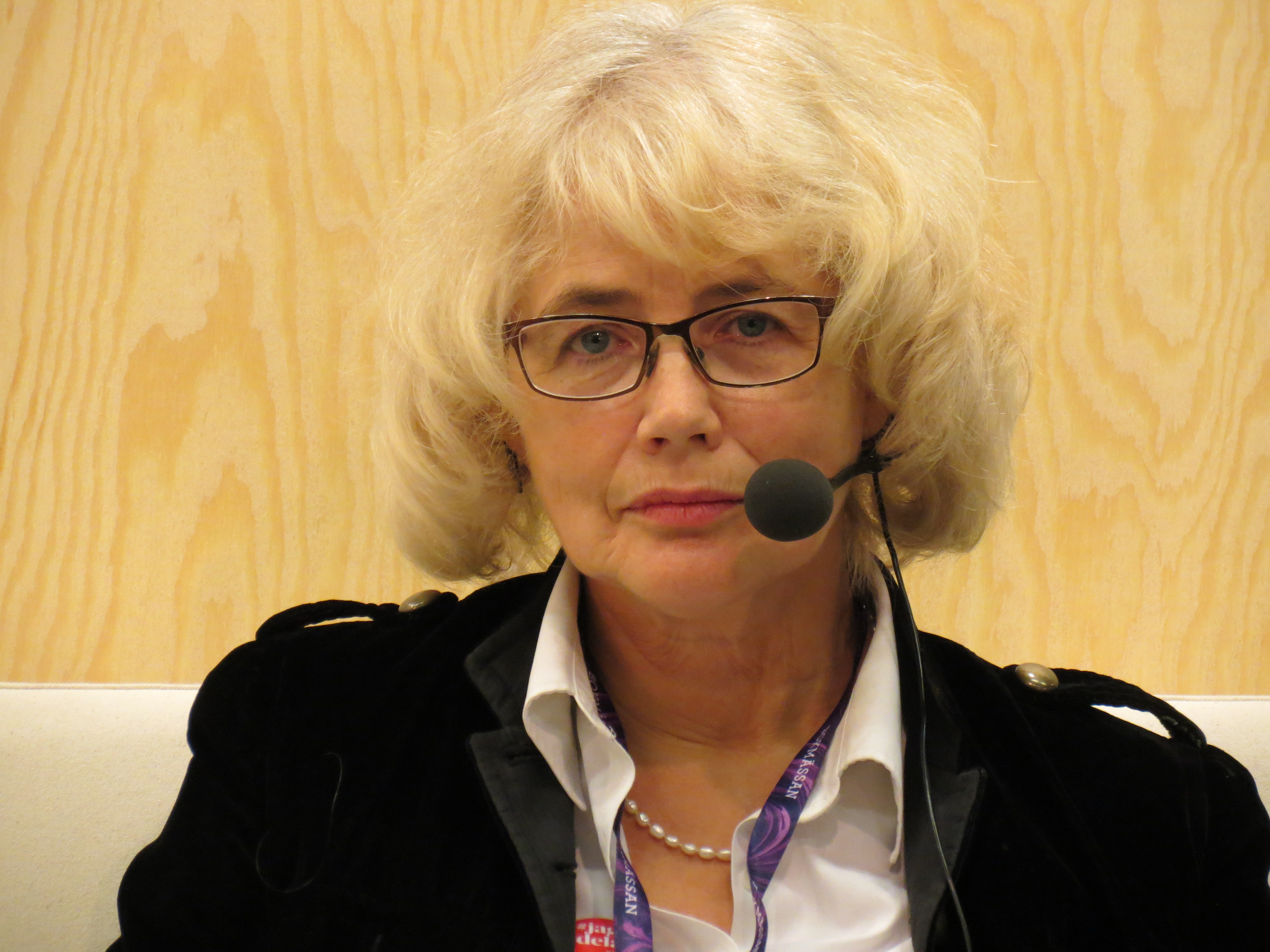

Marika Karin Louise Lagercrantz (n. Solna; 12 de julio de 1954) es una actriz sueca hija del escritor Olof Lagercrantz y nieta de  Hans Ruin. Vive actualmente en Bagarmossen, Estocolmo.

## Filmografía
- 2010 - Sweaty Beards
- 2009 - Menn som hater kvinner
- 2007 - Predikanten
- 2005 - Min frus förste älskare
- 2003 - Sejer - elskede Poona (tv-serie)
- 2002 - Sejer - Djevelen holder lyset (tv-serie)
- 2000 - Järngänget
- 2000 - Gossip
- 1998 - Bert
- 1998 - Längtans blåa blomma (tv)
- 1997 - Emma åklagare (tv-serie)
- 1997 - Hitler och vi på Klamparegatan
- 1995 - Lust och fägring stor
- 1995 - Älskar, älskar inte
- 1995 - Vendetta
- 1995 - Lust och fägring stor
- 1994 - Rapport till himlen (tv)
- 1993 - Drömmen om Rita
- 1992 - Hassel – Botgörarna (tv)
- 1992 - Barnens Detektivbyrå (tv)
- 1990 – Landstrykere
- 1989 - Kronvittnet (tv)
- 1986 - Hummerkriget (tv)

## Teatro
- 2008 - Gustaf den tredje - (Kungliga dramatiska teatern) Dramaten
- 2006 - Flickan som ville rädda Gud - Stockholms stadsteater
- 2003 - Sabina - Riksteatern
- 2003 - Jerka - Göta Lejon
- 2002 - Jerka - Storan, Gøteborg
- 2000 - Fadern - Teater Plaza
- 1996 - Merlin - Stockholms stadsteater